# Moseltal

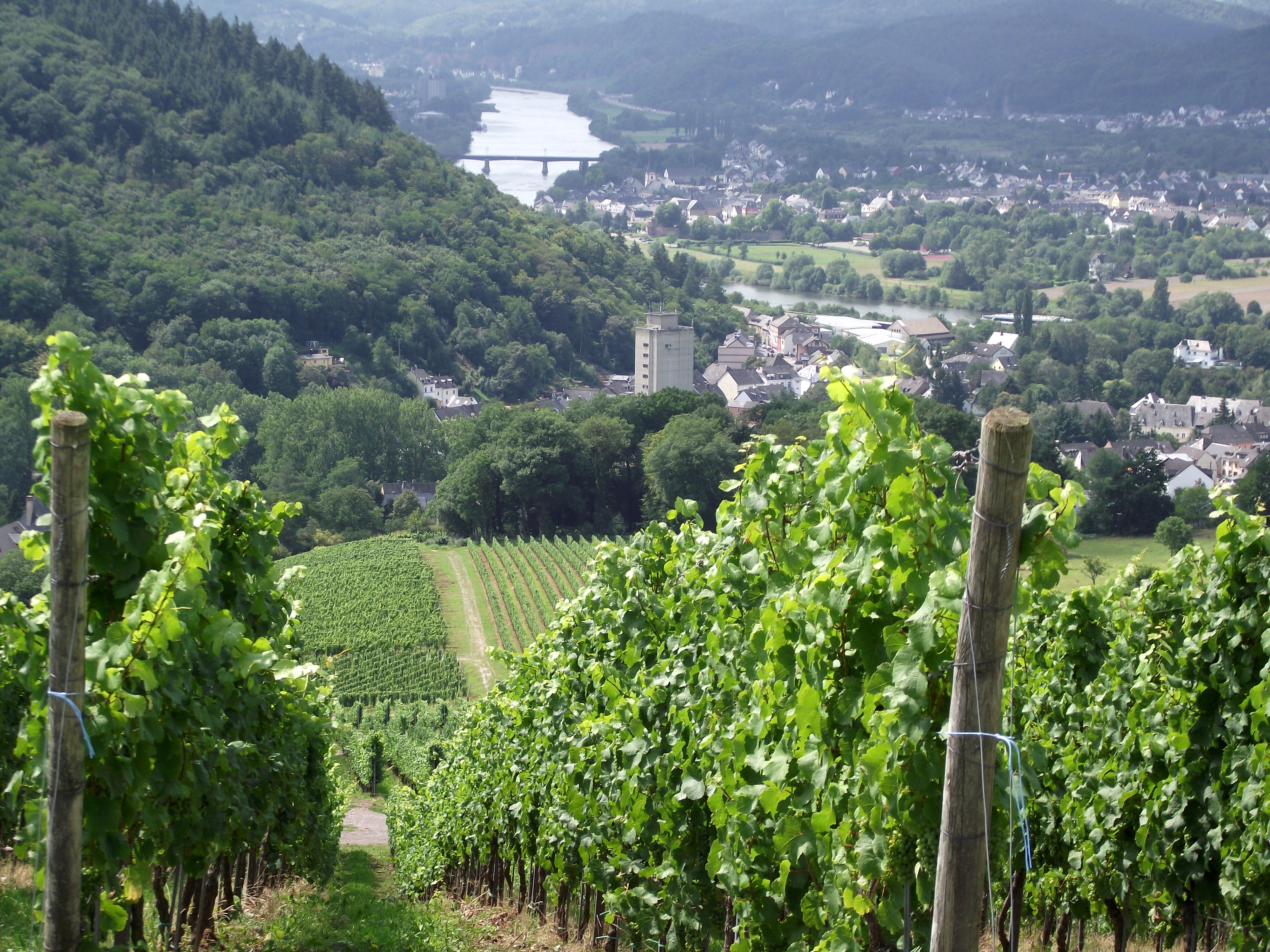
Blick ins Moseltal

Das Moseltal ist eine naturräumliche Haupteinheitengruppe im Rheinischen Schiefergebirge und damit auch der Mittelgebirgsschwelle. Es liegt ganz in Rheinland-Pfalz und enthält das Tal der Mosel in Deutschland von der Saar-Mündung in Konz (Landkreis Trier-Saarburg) bis Müden (Landkreis Cochem-Zell). Ferner wird die links der Mosel gelegene Wittlicher Senke wie auch das Tal der Saar von Serrig (wieder Trier-Saarburg) bis zur Mündung in die Mosel hinzugerechnet.
Nicht zum Naturraum gerechnet wird der bereits im Mittelrheingebiet gelegene Mündungslauf der Mosel unterhalb Müdens bis zum Deutschen Eck in Koblenz. Entsprechend hat der Landkreis Mayen-Koblenz nur minimale Rand-Anteile.

## Lage relativ zu anderen Haupteinheitengruppen
Das Moseltal zieht sich von der Westgrenze Deutschlands nach Nordosten, wo es auf das etwa senkrecht dazu verlaufende Mittelrheingebiet stößt, jenseits dessen es durch das Gießen-Koblenzer Lahntal verlängert wird. Links, also nordwestlich des Moseltales liegen Gutland und Osteifel, rechts und damit südöstlich der Hunsrück.

## Naturräumliche Gliederung
Das Moseltal gliedert sich wie folgt:
- 25 Moseltal
  - 250 Mittleres Moseltal
    - 250.0 Trierer Moseltal (mit Rändern)[2]
      - 250.00 Trierer Moseltal (von Konz bis Schweich)
      - 250.01 Palliener Sandsteinfelsen (links)
      - 250.02 Tarforster Plateau (rechts)
      - 250.03 Unteres Ruwertal (rechts, Ruwer ab unterhalb Waldrachs)

    - 250.1 Rechte Moselrandhöhen[2]
      - 250.10 Leiwener Moselrandhöhen (rechts von 250.30)
      - 250.11 Enkircher Moselrandhöhen (rechts von 250.32 bis Pünderich)

    - 250.2 Moselberge (links von 250.30, „rechts“ von 251)
    - 250.3 Moselschlingen[2]
      - 250.30 Neumagener Moselschlingen (Longuich bis Minheim)
      - 250.31 Osann-Veldenzer Umlaufberge (beidseitig, Wintrich bis Andel)
      - 250.32 Traben-Trarbach-Zeller Moselschlingen (Bernkastel-Kues bis St. Aldegund)
      - 250.33 Cochemer Krampen (St. Aldegund bis Cochem)
      - 250.34 Klotten-Treiser Moseltal (unterhalb Cochem bis Müden)

  - 251 Wittlicher Senke
    - 251.0 Südwestliche Wittlicher Senke[2]
      - 251.00 Föhrener Kuppenland (zwischen Schweich, Föhren und Bekond)
      - 251.01 Hetzerather Plateau (um Hetzerath)

    - 251.1 Zentrale Wittlicher Senke[2]
      - 251.10 Sehlemer Salmtal (Salm von Rivenich bis Salmtal)
      - 251.11 Dreiser Tal (zwischen Dreis und Wittlich)
      - 251.12 Wittlicher Tal (Wittlich und die Gebiete westnordwestlich und südsüdwestlich:
Lieser von Wittlich bis Platten; nordöstlich bis Bausendorf)

    - 251.2 Klausener Hügelland (von Klausen bis südlich von Wittlich)
    - 251.3 Bausendorfer Alftal (Alftal von Bausendorf bis unterhalb Bengel)

  - 252 Unteres Saartal
    - 252.0 Saarburger Wald (links der Saar)
    - 252.1 Saartalsenke[2]
      - 252.10 Saarburger Talweitung (Serrig bis unterhalb Saarburg)
      - 252.11 Ayler Umlauftal (Schoden bis Konz – nördlich von Ayl)
      - 252.12 Kommlinger Umlauftal (rechts der Mosel zwischen Wiltingen und Konz – bei Kommlingen)

    - 252.2 Irsch-Wiltinger Hunsrückrand (rechts der Saar)

## Landkreise und Städte
Flussabwärts der Saar und dann der Mosel passiert der Naturraum folgende Gemarkungen (bei den Orten nur die wichtigeren Städte):
- Landkreis Trier-Saarburg
  - Saarburg
  - Konz
  - Trier (kreisfrei, aber vom Kreis umgeben)
  - Schweich
- Landkreis Bernkastel-Wittlich
  - Wittlich (links der Mosel)
  - Bernkastel-Kues
  - Traben-Trarbach
- Landkreis Cochem-Zell
  - Zell
  - Cochem